# Les Maîtres des sortilèges : Les Terres du seigneur Dragon
Les Maîtres des sortilèges
Les Maîtres des sortilèges : Les Terres du seigneur Dragon (Spellbinder: Land of the Dragon Lord en anglais, W krainie Wladcy Smoków en polonais) est une série télévisée de science-fiction australo-sino-polonaise en 26 épisodes de 24 minutes, créée par Mark Shirrefs et John Thomson et diffusée en Australie à partir du 1er septembre 1997 sur le réseau Nine Network.
Cette série est dérivée d'une autre série, Les Maîtres des sortilèges, sortie en 1995.

## Synopsis
Mek est originaire d'un monde parallèle, les Terres du seigneur Dragon. À bord d'un appareil en forme de bateau de sa propre création, il débarque dans notre monde. Kathy, lors de vacances avec sa famille, découvre ce bateau et se retrouve transportée dans le monde des maîtres des sortilèges avec Mek. Ashka et Gryvon vont les aider à s'en échapper grâce au bateau, qui va les transporter sur les Terres du seigneur Dragon. La famille de Kathy part à sa recherche et va la rejoindre dans ce monde, où entre-temps elle aura été faite prisonnière dans le palais du seigneur Dragon.

## Fiche technique
- Titre original :
  - Spellbinder: Land of the Dragon Lord en Australie
  - W krainie Wladcy Smoków en Pologne
- Titre français : Les Maîtres des sortilèges : Les Terres du seigneur Dragon
- Création : Mark Shirrefs et John Thomson
- Réalisation : Noel Price
- Scénario : Mark Shirrefs et John Thomson
- Décors : Nicholas McCallum
- Costumes : Ewa Ludmila Fedak
- Musique : Ian Davidson
- Production : Kazimierz Kowalski, Kris Noble (en), Noel Price, Ron Saunders, Andrzej Stempowski, Zoe Wang et Charley Zhuo
- Sociétés de production : Film Australia (en), Southern Star, Nine Network Australia, Shanghai Film Studio et Telewizja Polska ; avec la participation de la Film Finance Corporation Australia (en)
- Pays d'origine :  Australie /  Chine /  Pologne
- Langue d'origine : anglais
- Format : Couleurs
- Genre : Science-fiction / fantastique
- Durée : 24 minutes
- Dates de première diffusion :
  -  Australie : 1er septembre 1997 (Nine Network)
  -  France :
- Version française :

## Distribution

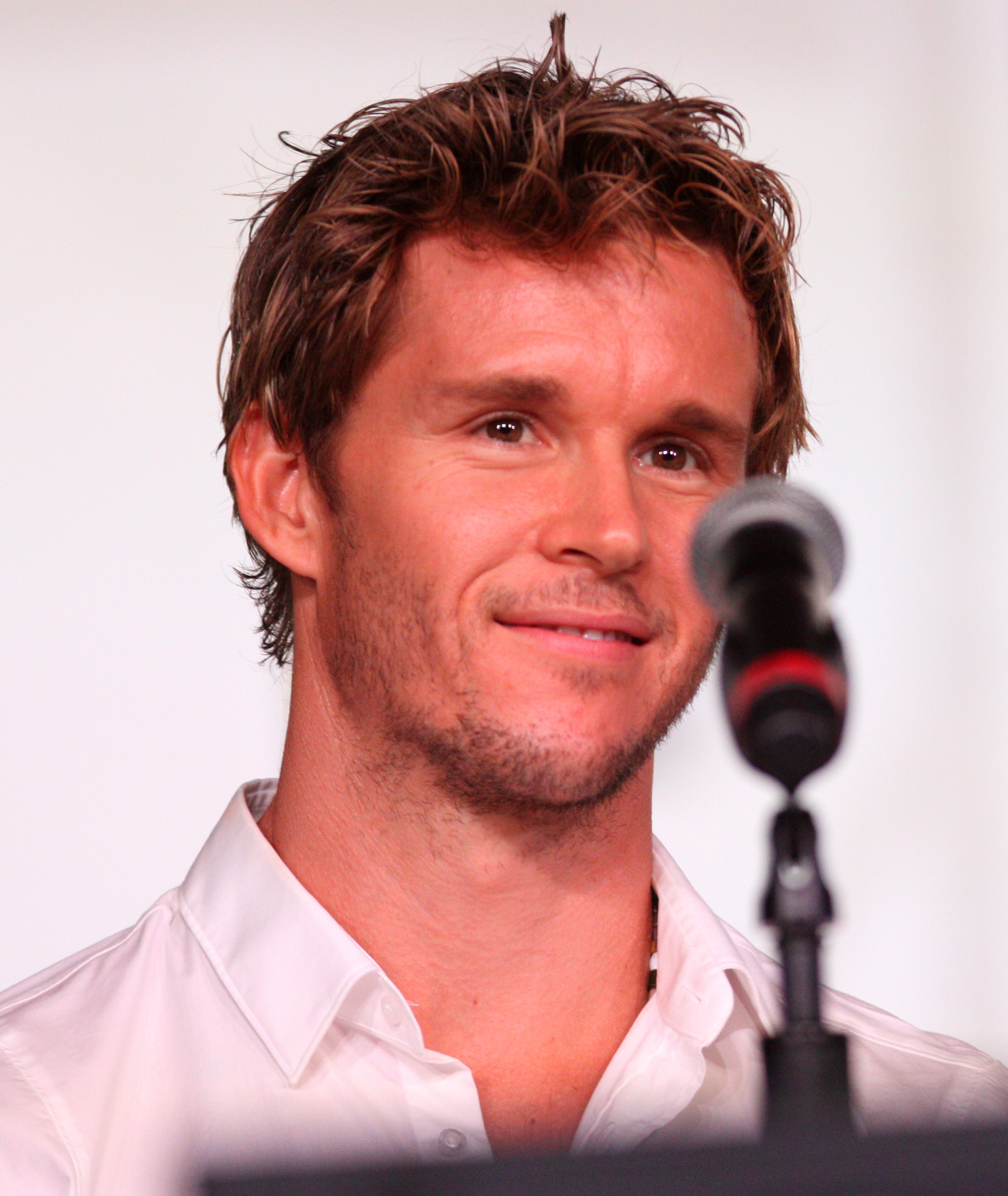
Ryan Kwanten en 2011

- Lauren Hewett (VF : Annabelle Roux) : Kathy Morgan
- Ryan Kwanten : Josh Morgan
- Anthony Brandon Wong (en) (VF : Antoine Nouel) : Mek
- Heather Mitchell (en) (VF : Brigitte Virtudes) : Ashka
- Lenore Smith (en) : Vicky Morgan
- Peter O'Brien : Carl Morgan
- Hu Xin (de) : Princesse Aya
- Leonard Fung (VF : Natacha Gerritsen) : Sun
- Me Yang : Jasmine
- Ya'nan Wang (VF : Jérôme Rebbot) : Sharak
- Justin Rosniak (en) : Tony

## Personnages
- Kathy Morgan est une adolescente de 15 ans qui, durant ses vacances au camping avec sa famille, va faire la rencontre de Mek et de son bateau inter dimensionnel. Elle sera amenée malgré elle dans le monde du Seigneur Dragon et commencera pour elle une extraordinaire aventure. Elle va se retrouver à parcourir de nombreux monde afin de sauver les Terres du Seigneur Dragon (le monde des Immortels, celui des survivants ou une autre version de son monde). Kathy est impulsive et courageuse. Si elle tisse une réelle amitié avec Mek tout au long de l'aventure, elle apprendra énormément à Sun pour qu'il devienne moins égoïste et plus humain. Elle est secrètement amoureuse de Tony, l'un de ses voisins qui joue dans une série télé. Cette aventure lui permettra de se rapprocher de lui de façon inattendue. La Kathy du monde parallèle est à son inverse, très superficielle.
- Josh Morgan est le grand frère de Kathy, âgé de 16 ans. Quand il voit sa sœur disparaître dans le bateau de Mek, il tente de convaincre ses parents qui n'arrivent pas à le croire jusqu'à ce que toute la famille se retrouve plongée à son tour sur les Terres du Seigneur Dragon. Josh redouble d'ingéniosité, trouve toujours des idées pour se sortir d'un mauvais pas et sait faire preuve de beaucoup d'humour. Il va tomber sous le charme de Jasmine qui, lorsqu'elle le rencontrera, sera persuadé qu'il est un esprit des eaux pouvant lui exaucer trois vœux. Josh est aussi un excellent joueur de foot (au contraire de son double dans le monde parallèle).
- Mek est un scientifique travaillant sous les ordres de Maitre Ling sur les Terres du Seigneur Dragon. En travaillant sur les nouveaux bijoux du Seigneur Dragon il a fait une énorme découverte l'ayant entraîné à construire le bateau inter dimensionnel. Son premier essai le conduit dans le monde de Kathy ou il entraîne la jeune fille avec elle jusqu'au monde des maîtres des sortilèges ou ils pensent sauver Ashka. Au fur et à mesure de l'aventure, il deviendra très proche de Kathy avec qui il partagera énormément mais secrètement, il est sous le charme de la Princesse Aya, ce qui semble être réciproque. Mek a beaucoup de respect pour sa culture et les traditions de son monde, et se montre extrêmement curieux lorsqu'il découvre les autres mondes. Il est aussi très intelligent. À la fin de la série, il tiendra sa promesse tenue aux habitants du monde des survivants, en revenant vers eux pour leur amener des centaines de nouvelles personnes pour peupler leur monde.
- Ashka fait partie des maîtres des sortilèges. Elle était présente lors de la première saison. Kathy et Mek la sauvent de son monde, pensant l'aider, mais Ashka va bientôt vouloir prendre le pouvoir des Terres du Seigneur Dragon. Elle devient d'abord la conseillère de Sun, le Seigneur Dragon, puis fait croire à sa mort pour qu'Aya lui succède et ainsi contrôler la jeune princesse. Son plan étant découvert, elle ne cessera de changer de camp, passant de celui de Sharak à celui de Kathy mais toujours en essayant de voir là où sont ses intérêts. Ashka manque cruellement d'amour ce qui fait d'elle une personne égoïste et sans cœur. Elle n'hésite pas à sacrifier son ancien apprenti Gryvon pour pouvoir fuir dès le second épisode. A la fin, Sun décide de l'abandonner dans un monde inconnu et peu rassurant, mais lui laisse tout de même son armure.
- Vicky Morgan est la mère de Kathy et Josh et la femme de Carl. C'est une excellente informaticienne qui adore son travail. Elle ne cessera de vouloir retrouver sa famille tout au long de l'aventure car, à peine se retrouvent-ils qu'ils sont à nouveau tous les quatre séparés, parfois se retrouvant dans des mondes différents. Son amour pour sa famille est sa plus grande force et elle se montrera d'une grande aide pour la Princesse Aya. Dans le monde parallèle, elle et Carl sont divorcés et elle est une impitoyable femme d'affaires.
- Carl Morgan est le père de Kathy et Paul et le mari de Vicky. Ancienne gloire du foot, il a dû tout arrêter à cause d'une blessure et il se retrouve maintenant à la tête d'un magasin de sports. Dans le monde parallèle, Carl est devenue une réelle vedette et anime une émission de télé, bien qu'étant divorcé de sa femme. Carl conduit la fameuse Jeep jaune qui se retrouvera elle aussi sur les Terres du Seigneur Dragon et son objectif restera avant tout de sauver sa famille.
- Aya est la grande sœur de Sun, et par conséquent une Princesse. Lorsqu'Ashka fait croire à la mort de Sun, c'est elle qui devient le nouveau Seigneur Dragon et par conséquent, la cible de ses ennemis. Lorsqu'Ashka détruit l'oracle et que Sharak et ses hommes envahissent ses Terres, elle se montre forte et tente de les repousser. Capturée, Sharak souhaite l'épouser pour monter sur le trône et Aya devra fuir pour tenter de sauver son peuple. Aya est douce, prévenante, réfléchie à l'inverse de son petit frère. Elle pense aux intérêts des autres avant les siens et pourrait donner sa vie pour les autres. Sa compassion est l'un de ses atouts. Lorsqu'elle se retrouvera dans le village de Jasmine, elle apprendra à vivre comme une simple fermière et à découvrir ce que vit réellement son peuple. Elle a un faible pour Mek le scientifique. Son triomphe à la fin de la série la remettra sur le Trône en compagnie de son frère, afin qu'ils règnent en toute équité.
- Sun est le petit frère d'Aya et le Seigneur Dragon (jusqu'à ce que sa sœur le remplace). C'est un gamin de dix ans égoïste, fier de lui, capricieux qui n'en fait qu'à sa tête et qui ne pense qu'à s'amuser. Il est incapable de diriger son Pays. Il n'hésite pas à prendre des décisions graves. Sa rencontre avec Kathy va changer sa vie. Grâce à elle, il apprendra l'humilité, la compassion et à s'intéresser aux autres. Il deviendra moins froussard et moins imbu de sa personne, jusqu'à devenir un enfant courageux. Il tient plus que tout à Aya, sa seule famille et s'étonne de découvrir les autres mondes.
- Jasmine est la fille de Den et elle vit dans le village près du lac. C'est elle qui viendra en aide à Josh, persuadé qu'il est un esprit des eaux. Découvrant que le jeune homme lui a menti, elle l'aidera tout de même à fuir jusqu'au palais. Son rêve est de devenir saltimbanque, ce que lui accordera Aya. Elle sera à plusieurs reprises d'une grande aide pour les autres. Elle va notamment cacher Aya et Sun, alors en fuite, dans sa maison alors que les barbares les recherchent. Elle tombe amoureuse de Josh et vit une petite histoire d'amour avec lui.
- Sharak est le chef des barbares vivant de l'autre côté de la frontière. Son désir est d'envahir les Terres du Seigneur Dragon. C'est un homme impitoyable, mais très superstitieux. Il est révélé plus tard que les "barbares" qu'il dirige sont en fait des réfugiés, paysans victimes d'une famine survenue à cause d'une sécheresse et de la pauvreté de leurs terres. Une fois qu'il s'empare du trône, cependant, Sharak ne pense qu'à légitimer son règne et vivre dans le luxe et la débauche, sans vraiment se soucier de la saine administration du royaume.
- Tony est l'un des voisins de Kathy mais aussi une nouvelle star de la télé qui joue dans une série. Il est assez fier de sa nouvelle notoriété qui lui permet de sortir avec de nombreuses filles, malgré ses 17 ans. Kathy est amoureuse de lui et, par l'intermédiaire de Sun, arrivera à se rapprocher de lui pour lui demander de l'aide. Tony acceptera et découvrira alors le secret de son amie. Dans le monde parallèle, Tony n'a jamais été repéré par un producteur et est resté un simple apprenti-plombier. Dans ce monde, c'est lui qui est amoureux de Kathy et elle, riche et superficielle, le repousse. La véritable Kathy s'attachera à lui ce qui provoquera de nombreux quiproquo avec les deux Kathy. Kathy et lui sortent ensemble à la fin de la série.

## Épisodes
| #  | Titre français                          | Titre original |
| -- | --------------------------------------- | -------------- |
| 1  | Le Pays du seigneur dragon - 1re partie |                |
| 2  | Le Pays du seigneur dragon - 2e partie  |                |
| 3  | Le Tyran qui n'a que dix ans            |                |
| 4  | La Fuite éperdue                        |                |
| 5  | Retour dans le présent                  |                |
| 6  | Les choses se compliquent               |                |
| 7  | L'Échappée belle                        |                |
| 8  | L'Esprit des eaux                       |                |
| 9  | Les Retrouvailles                       |                |
| 10 | Que la fête commence                    |                |
| 11 | Le Cristal                              |                |
| 12 | Les Immortels                           |                |
| 13 | Les Apprentis Parents                   |                |
| 14 | L'Arrivée des barbares                  |                |
| 15 | L'Évasion                               |                |
| 16 | Le Monde des survivants                 |                |
| 17 | Une gaffe qui risque de coûter cher     |                |
| 18 | La Fin des Mollochs                     |                |
| 19 | Plan d'évasion                          |                |
| 20 | À la poursuite d'Ashka                  |                |
| 21 | Kathy voit double                       |                |
| 22 | L'Union fait la force                   |                |
| 23 | L'Alliance                              |                |
| 24 | L'Heure du retour                       |                |
| 25 | La Contre-attaque                       |                |
| 26 | Le Triomphe d'Aya                       |                |

## Commentaires
- Le tournage s'est tenu du 4 juin au 20 juillet 1996 en Pologne, du 27 août au 23 novembre 1996 en Chine et du 1er février au 20 mars 1997 en Australie.
- Dans la version française de la première série, les Maîtres des sortilèges se nomment « les sauveurs du monde », créant une sorte de rupture entre cette caste dominante en déroute et leurs illustres ancêtres. Le terme Sauveurs du monde n'est pas utilisé dans la seconde série. Ashka se présentant comme maître des sortilèges.
- Les seuls acteurs communs aux deux séries sont Heather Mitchell (en) (Ashka) et Rafał Zwierz (Gryvon).